# Terri Runnels
Pour les articles homonymes, voir Runnels.
Terri Lynne Boatright Runnels, (née le 5 octobre 1966 à Live Oak), est une ancienne manager des entreprises World Championship Wrestling (WCW) et World Wrestling Federation (WWF), présentatrice de télévision et catcheuse occasionnelle.

## Biographie
Runnels commence sa carrière professionnelle dans la World Championship Wrestling sous le nom de Miss Alexandra York, manager de la York Foundation. Après six années, elle rejoint la World Wrestling Federation (WWF), dans laquelle elle a travaillé durant huit ans. Elle est également l'une des premières divas de la WWE. Au début de sa carrière dans la WWF, elle manage son mari Dustin Runnels (aujourd'hui connu sous le nom de Goldust) et était membre de l'alliance Pretty Mean Sisters. Elle manage également les deux frères des The Hardy Boyz et Edge et Christian durant le Terri Invitational Tournament en 1999.

## Championnats et récompenses
- World Wrestling Federation
  - 1 fois WWF Hardcore Championship[3]
  - Slammy Award pour le meilleur couple (1997) - avec Goldust[4]